# Belagerung von Royan
Saint-Jean-d’Angély – Montauban – La Rochelle (1621/22) – Royan – Saint-Antonin  – Montpellier – La Rochelle (1627–1628)
Die Belagerung von Royan wurde 1622 von den Truppen König Louis XIII. durchgeführt, um eine weitere Bastion der hugenottischen Rebellion auszuschalten.

## Vorgeschichte
Nach dem Massaker an den hugenottischen Truppen im Gefecht bei Riez marschierte die königliche Armee am 19. April über  Aizenay, La Roche-sur-Yon, Sainte-Hermine und Fontenay-le-Comte nach Niort, wo sie am 23. April ankam.  Von dort aus bewegte sie sich ab dem 27. April nach Royan, um diese Stadt, die die Mündung der Gironde beherrschte, zu belagern. Sie marschierte über Chizé und  Saint-Jean-d’Angély, rastete in Saintes für zwei Tage, kam dann nach Saujon und erschien am 4. Mai vor Royan.

## Eingesetzte Belagerungskräfte
(soweit bekannt)
- Régiment de Picardie
- Régiment des Gardes françaises
- Régiment de Bury
- Régiment d'Estissac
- Régiment de La Douze
- Régiment de Saint-Vincent
- Régiment de Vitry

## Die Belagerung
Nach der Erkundung des Geländes am 4. Mai nahm der König sein Hauptquartier in  Chastelar bei Vaux-sur-Mer.
Auf den Rat des Ingenieurintendanten von Frankreich, des Italieners Pompeo Targone, wurden zwei Angriffskolonnen gebildet:
1. Die rechte Kolonne, angeführt vom Régiment des Gardes françaises unter dem Befehl von Maréchal de France Charles de Choiseul-Praslin und seinem Vertreter François de Bassompierre bewegte sich am Meer entlang.
2. Die linke Kolonne wurde angeführt vom  Régiment de Picardie unter dem Kommando von Nicolas de L'Hospital, Maréchal de Vitry, assistiert von Henri de Bauffremont-Sennecey, Louis de Marillac und Jean de Biron[2].

Daraufhin verließen 16 hugenottische Kriegsschiffe den Hafen von Royan und beschossen die Annäherungsgräben, ohne jedoch dabei einen Erfolg zu erzielen.
Eine Gegenmine, die von den Belagerten unter dem Regiment Picardie zur Explosion gebracht wurde, kostete eine große Anzahl an Gefallenen. Eine weitere, die mit 600 Pfund Pulver geladen war, ging von selbst (und anscheinend zu früh) hoch.
Nach einer Attacke am 11. Mai, als es dem Régiment des Gardes françaises gelungen war, bis in den Wallgraben vorzudringen, ergaben sich die Verteidiger und erhielten das Recht, mit Waffen und Gepäck, aber ohne Kanonen und die dazugehörige Munition, nach La Rochelle abzuziehen.

## Auswirkungen
Vor dem Weitermarsch in die Saintonge  wollte der König zumindest auf dem Festland die Aktivitäten der Hugenotten irgendwie einschränken. Er übertrug daher die Blockade von La Rochelle an seinen Cousin Louis de Bourbon-Soissons, welcher dafür zum  „Général de l'armée d'Aunis“ (General der „Armee im Aunis“) ernannt wurde.
Isaac du Raynier, seigneur de Droué, Capitaine der Gardes françaises, wurde als Militärgouverneur mit seiner 200 Mann starken Kompanie in Royan zurückgelassen. Louis XIII. setzte seinen Marsch in das Languedoc fort, um Henri II. de Montmorency zu unterstützen, der große Schwierigkeiten im Kampf gegen Henri II. de Rohan hatte.